# Levant Mine
Die Levant Mine ist ein stillgelegtes Bergwerk im Bergbaurevier St Just mit einem angeschlossenen Museum, in dem eine funktionstüchtige Balancier-Dampfmaschine besichtigt werden kann. Die Mine befindet sich bei Trewellard, nördlich von St Just in Cornwall, England, direkt an der Küste, etwa 10 Kilometer nordöstlich von Land’s End.

## Geschichte
Im frühen 19. Jahrhundert war Cornwall der bedeutendste Lieferant für Kupfer weltweit. Unter den Minen in Cornwall nahm zu dieser Zeit die Levant Mine einen Spitzenplatz ein. Seit 1820 wurde aus der Mine zuerst Kupfer, später auch Zinn gefördert. In den ertragreichen Jahren waren bis zu 500 Menschen hier angestellt. Im Jahre 1857 wurde eine Dampf betriebene Fahrkunst installiert, um einen schnelleren Transport der Bergarbeiter in und aus der Grube zu ermöglichen. Das umständliche und langsame Steigen über Fahrten war damit nicht mehr nötig. Im Jahr 1873 waren fünf Dampfmaschinen in Betrieb. Diese wurden zum Belüften und zum Entwässern des Grubengebäudes und für die mechanische Bearbeitung des Erzes eingesetzt.
Die Mine erstreckte sich in eine Teufe von 640 Metern und reichte etwa 3,2 Kilometer von den Klippen unter den Meeresboden. Sie trägt aufgrund dieser besonderen Lage den Spitznamen mine under the sea (Bergwerk unter dem Meer). Als die Vorkommen erschöpft waren, wurde die Mine im Jahr 1930 aufgegeben, und das Bergwerk lief voll Wasser.

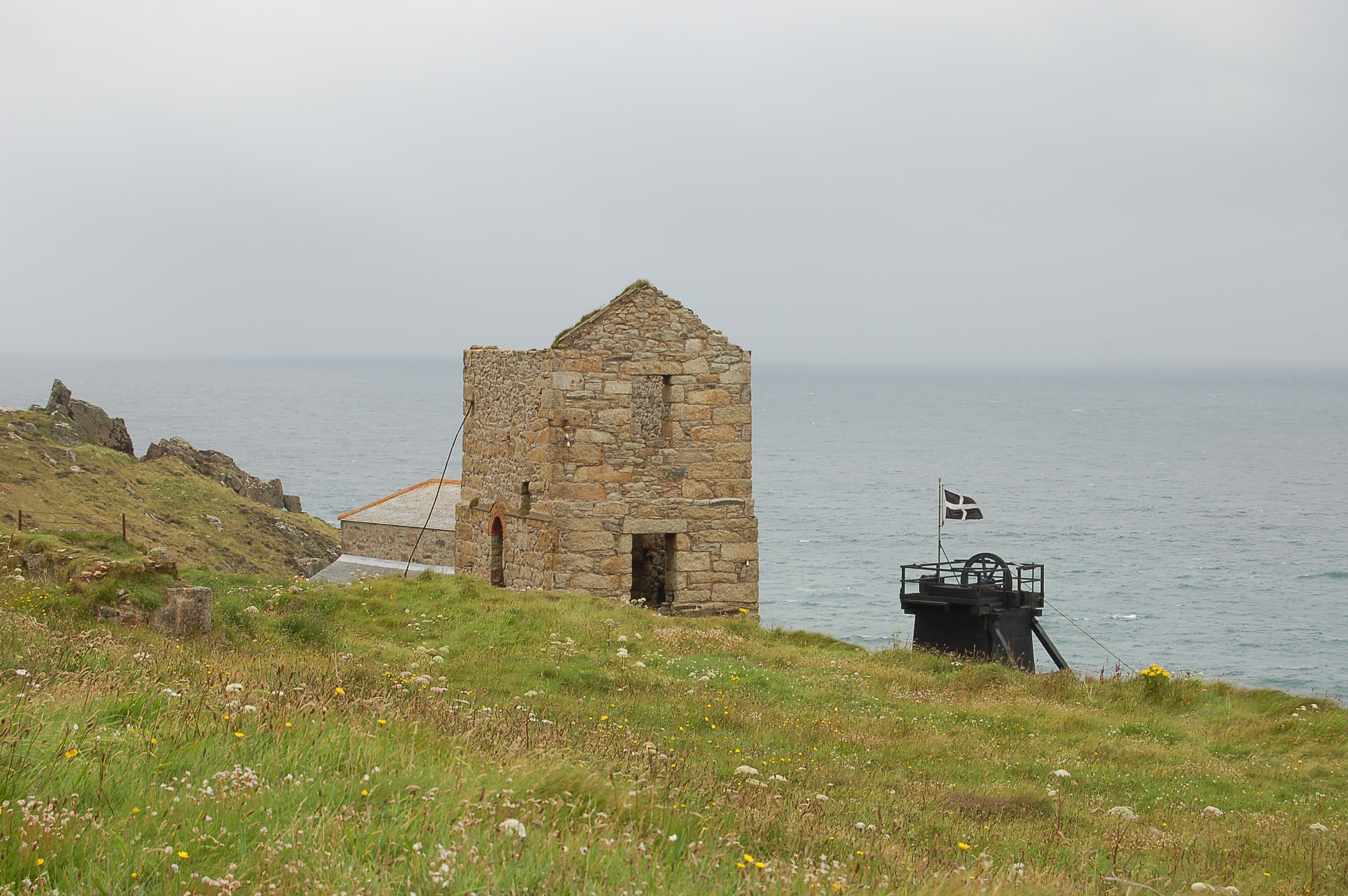
Ruine des Pumpenmotorhauses und der später gebaute Förderturm

Im Jahr 1959 suchte man in der etwa 400 Meter nordöstlich gelegenen, zu dem Zeitpunkt noch in Betrieb befindlichen Geevor Mine nach neuen Erzlagerstätten. Da man Rohstoffvorkommen im Westen vermutete, wurde wieder auf die Levant Mine zurückgegriffen und ein neuer Abbauversuch begonnen. Das Wasser im Grubengebäude wurde abgepumpt. Dabei stellte man fest, dass Seewasser an einer Stelle in das Grubengebäude eindrang, an der die Bergarbeiter früher sehr dicht bis an den Meeresboden gegraben hatten. In den Jahren 1962 und 1963 wurde die Stelle mit Hilfe von Tauchern gesucht und die Grube mit Hilfe von Beton abgedichtet. Gleichzeitig wurde ein Stollen von der Geevor Mine zur Levant Mine aufgefahren. Die Erzausbeute war allerdings enttäuschend gering, und so wurde beschlossen, den Betrieb der Levant Mine wieder aufzugeben und andere bekannte Adern unter dem Meer von Geevor aus zu erschließen.

## Erzbehandlung

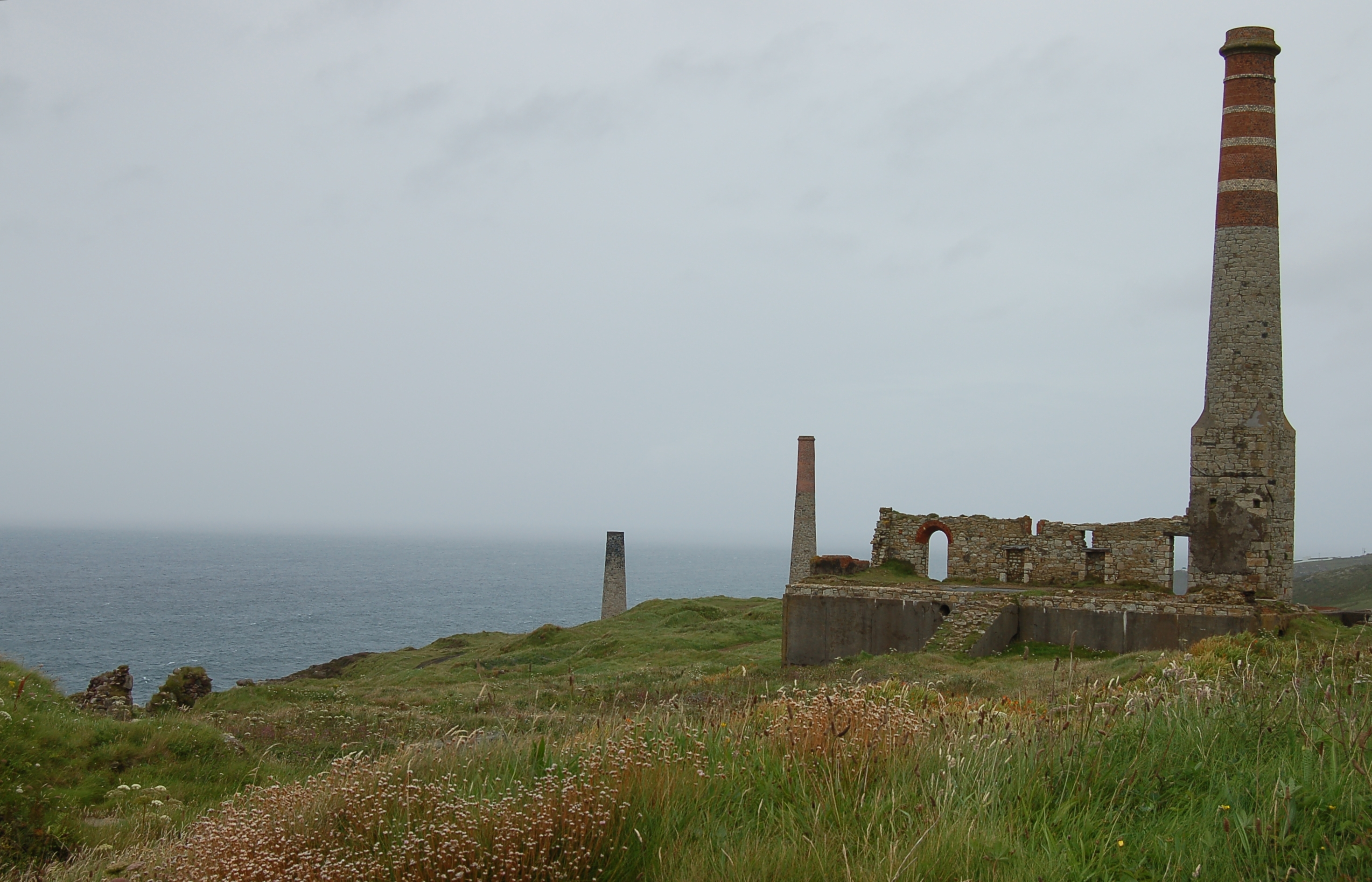
Kompressorhaus (erbaut 1901). Von hier aus wurden Bohrer und andere Maschinen unter Tage mit Druckluft versorgt. Das Kesselhaus liegt tiefer Richtung Meer.

Neben den Bergleuten unter Tage waren auch zahlreiche Männer, Frauen und Kinder bei der Mine angestellt, die über Tage in der Aufbereitung die begehrten Rohstoffe Kupfer und Zinn aus dem Gestein klaubten (separierten). Danach wurde das Material aus der Grube mit einem dampfbetriebenen Pochwerk zu einem sandigen Pulver zerkleinert und anschließend in einem Drehrohrofen erhitzt (Kalzinierung). Nach der Abkühlung konnten die einzelnen Bestandteile durch einige chemische Reaktionen voneinander getrennt werden. Bei der Kalzinierung wird auch Arsen aus dem Gestein gelöst. Im nördlichen Teil der Anlage sind noch die Reste von vier dieser Öfen erhalten. Ein langer unterirdischer Abzug führte die Gase zu dem noch heute erhaltenen Schornstein. In Verdichterkammern im Gasabzug konnte das Arsen separiert und für den Verkauf gesammelt werden. Die Aufarbeitung des kupferhaltigen Erzes wurde zuerst vor Ort, später nach einem Schiffstransport in Wales durchgeführt. Von der Kupferseparierung ist nichts im Gelände erhalten geblieben. Insgesamt wurden 129.268 Tonnen Kupfer (1820–1927) und 27.907 Tonnen Zinn (1835–1929) und geringe Mengen Arsen, Silber und Gold gefördert.

## Unfall
Am 20. Oktober 1919 ereignete sich ein Unfall in der Grube, bei dem 31 Bergleute ihr Leben verloren und viele verschüttet wurden. Zum Zeitpunkt des Unfalls befanden sich über 100 Bergleute auf der Fahrkunst, als ein Befestigungsbügel am Balancier, dem zentralen Hebel brach. Der schwere Stamm, der die Konstruktion hielt, fiel in den Schacht und riss die Stufen der Fahrkunst mit sich. In der Folge wurde die Fahrkunst nicht wieder repariert, und die untersten Stollen des Bergwerkes wurden aufgegeben. In dem 1962 erschienenen Buch The Mine Under the Sea von Jack Penhale wird die Geschichte des Unfalls aufgenommen. Das Buch beschreibt das Leben der Bergarbeiter und ihrer Familien im Jahr 1920 in der Levant Mine in Cornwall.

## Ausstellung

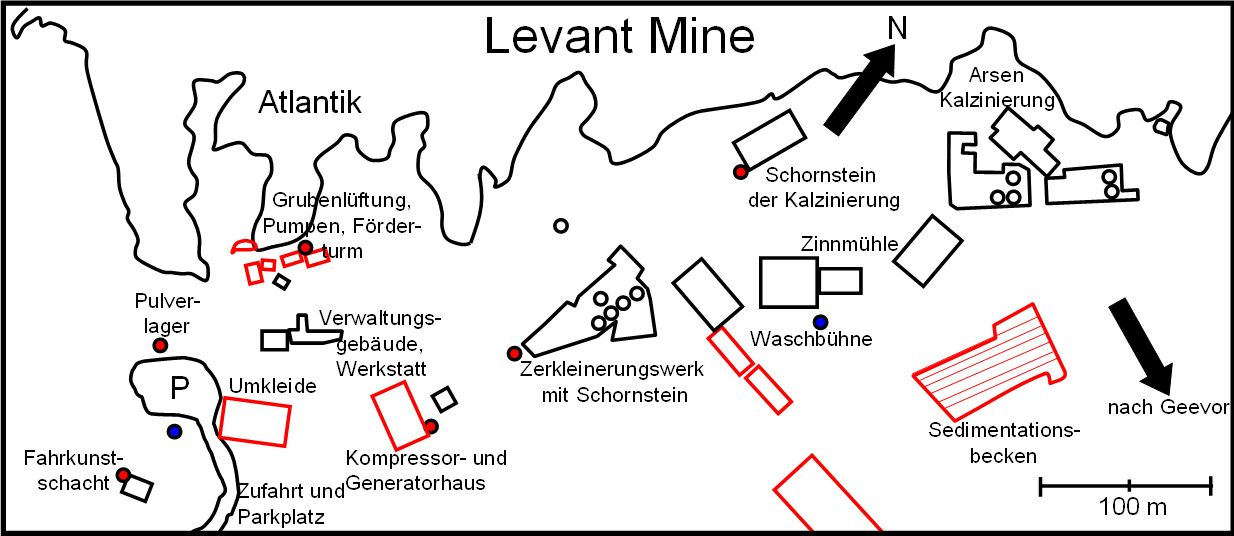
Übersicht über die Gebäude und Anlagenteile (rot komplett oder teilweise erhalten). Das Besucherzentrum und die Dampfmaschine befinden sich in den Lüftungs- und Pumpengebäuden. Hier befand sich auch der Förderschacht.

Das gesamte Gelände hat an der Oberfläche eine Länge von etwa 700 Metern und eine Breite von etwa 300 Metern. Hier stehen noch einige Schornsteine, Gebäude und Gebäudereste, die besichtigt werden können. Offene Schächte sind durch Gitter gesichert, erlauben aber Einblicke in tiefere Stockwerke. Nach Schließung des Bergwerks im Jahr 1930 wurden einige Anlagen mit Hilfe des National Trust und Enthusiasten vor der Verschrottung bewahrt und so erhalten. Seit 1967 steht das Gelände komplett unter dem Schutz des National Trust. Die Ruinen und Fundamente zeigen noch heute das Ausmaß der Anlage. So sind vom einst beeindruckenden Verwaltungsgebäude der Grube noch das Fundament und bunte Bodenkacheln erhalten geblieben. Einige der Gebäude konnten restauriert werden und beinhalten heute das Besucherzentrum. Teil der Ausstellung ist eine funktionstüchtige, über 100 Jahre alte Balancier-Dampfmaschine. Die ehemalige Förderhaspel konnte im Jahr 1935 gerettet und nach 60 Jahren Stillstand von einer Gruppe freiwilliger Helfer wieder aufgearbeitet werden. Im Gegensatz zu früher, als die Maschine mit Holz und Kohle befeuert wurde, wird heute Gas zum Heizen des Dampfkessels verwendet. Des Weiteren ist eine kurze Tour in die erhaltenen trockenen Teile des Grubengebäudes möglich. Auch in der 1990 aufgegebenen Geevor-Mine befindet sich ein Besucherzentrum das vom National Heritage Memorial Fund betrieben wird.